# Tekom
Tekom pronunciaciónⓘ es una localidad del estado de Yucatán, México, cabecera del municipio homónimo ubicada 20 kilómetros al sur de la ciudad de Valladolid.

## Toponimia
El toponímico Tekom significa en idioma maya el lugar de la hondonada, por derivarse de los vocablos Te'e, ahí y k'óom, hondo, hueco.

## Datos históricos
Tekom está enclavado en el territorio que fue la jurisdicción de los cupules antes de la conquista de Yucatán y se cree que en esa época el lugar no estuvo habitado; sin embargo, a solo 3 km de la población hay vestigios arqueológicos mayas.

## Sitios de interés turístico
En Tekom se encuentran las iglesias de San Pedro Apóstol y San Francisco, construidas en la época de la colonia (siglo XVII). 
Existen diversos vestigios de la cultura maya precolombina, cercanos a la localidad de Tekom.